# Passos
Passos là một đô thị thuộc bang Minas Gerais, Brasil. Đô thị này có diện tích 1339,199 km², dân số năm 2007 là 102765 người, mật độ 60 người/km².